# Åssjötjärnarna
Åssjötjärnarna är varandra näraliggande sjöar i Sollefteå kommun i Ångermanland som ingår i Ångermanälvens huvudavrinningsområde.
- Åssjötjärnarna (Ådals-Lidens socken, Ångermanland, västra), sjö i Sollefteå kommun, 63°27′33″N 16°56′53″Ö / 63.4593°N 16.9481°Ö
- Åssjötjärnarna (Ådals-Lidens socken, Ångermanland, östra), sjö i Sollefteå kommun, 63°27′38″N 16°57′17″Ö / 63.4605°N 16.9548°Ö